# Trolejbusy w Gorzowie Wielkopolskim
Trolejbusy w Gorzowie Wielkopolskim – system transportu miejskiego w Gorzowie Wielkopolskim funkcjonujący w latach 1943–1945.

## Historia
W lutym 1941 roku władze Gorzowa Wielkopolskiego zatwierdziły projekt likwidacji istniejącej sieci tramwajowej i zastąpienia jej komunikacją trolejbusową. Planowano prace zakończyć w ciągu 1941 roku, jednak kłopoty materiałowe stanęły temu na przeszkodzie – np. ze względu na deficyt miedzi trzeba było stosować stalowo-aluminiowe przewody zasilające o zwiększonej średnicy. Prace budowlane przebiegały bardzo powoli, roboty zakończono dopiero w 1943 roku.
23 czerwca 1943 roku nastąpiło uruchomienie trakcji trolejbusowej. Sieć łączyła ze sobą wszystkie ważniejsze części miasta – tworzyła układ w kształcie krzyża: z Rynku rozbiegały się promieniście trasy na północ do obecnej pętli przy ulicy Kazimierza Wielkiego, na wschód i północny wschód do zakładów IG Farben (ob. Stilon) i dalej do starostwa powiatowego oraz na południe do Zamościa i na zachód do Frydrychowa.
Do obsługi tych linii zostały zakupione 4 nowe trolejbusy MAN-SSW typu MPE4500 wraz z przyczepami. Posiadany tabor wystarczał jedynie do obsługi linii Frydrychowo – Rynek – Zakłady IG Farben, na pozostałych trasach kursowały tramwaje. Dopiero dostawa siedmiu trolejbusów Fiat 6567/511 z Włoch (jeden z nich przeznaczony był na części) w 1944 roku umożliwiła otwarcie linii Dworzec – Plac Kazimierza Wielkiego oraz do dzielnicy Zamoście. Ze względu na niedostateczną liczbę wozów linia trolejbusowa do Zamościa była wspomagana poprzez wahadłowo kursujące tramwaje.
Gorzowskie trolejbusy przetrwały do 30 stycznia 1945 roku. Tego dnia rozpoczęły się walki o miasto. Ze względu na duży stopień zniszczenia infrastruktury, komunikacja trolejbusowa nie została uruchomiona po wojnie. Ocalałe trolejbusy przekazano do Poznania.